# Le Scandale Modigliani
 (septembre 2023).
Si vous disposez d'ouvrages ou d'articles de référence ou si vous connaissez des sites web de qualité traitant du thème abordé ici, merci de compléter l'article en donnant les références utiles à sa vérifiabilité et en les liant à la section « Notes et références ».
Le Scandale Modigliani est le premier roman de Ken Follett publié en 1976.
D'après l'auteur lui-même, ce premier roman était « raté », mais il a finalement décidé de le publier.

## Résumé
Dee est en vacances à Paris avec son ami. Elle va faire une thèse à la rentrée sur l'art et profite de ses vacances pour apprendre que Modigliani aurait donné un de ses tableaux de jeunesse, lorsqu'il était inconnu et pauvre, à un homme d'église avec qui il était ami. Elle décide alors de retrouver ce tableau, car non seulement c'est un défi mais en plus, si elle réussit, elle pourra s'en servir pour sa thèse.
Elle part donc sur les traces du tableau en Italie, dans le village du peintre. Elle envoie une carte postale à son oncle qui est aussi marchand d'art. Ce dernier envoie alors sur place un détective privé pour retrouver le tableau car il a peur que si sa nièce le retrouve, elle n'essaie pas de le monnayer mais le mette dans un musée.
Un autre marchand d'art entend parler de ce tableau et décide de partir à sa recherche pour sauver sa galerie de la faillite. Il a en effet décidé de se lancer mais n'a pas assez de capitaux pour exposer des toiles suffisamment prestigieuses de manière à attirer les acheteurs lors de l'ouverture. Sa femme et son beau-père sont riches mais ils refusent de l'aider. Néanmoins il oblige sa femme à lui avancer suffisamment d'argent pour partir sur les traces de ce tableau. Il l'a en effet surprise dans les bras de deux hommes et a donc un moyen de pression sur elle.
Dee fait le tour des églises de la ville où vivait le peintre, mais ne découvre aucun tableau digne d'intérêt. C'est alors qu'elle se souvient que Modigliani était Juif et qu'il faut plutôt s'adresser aux rabbins. Puis elle apprend que celui de l'époque s'est retiré dans un petit village et s'y rend, mais elle s'aperçoit qu'elle est suivie : il faut dire que vu la taille du village, les étrangers ne passent pas inaperçus. Son amoureux a le réflexe d'envoyer ses poursuivants sur une fausse piste et pendant ce temps ils ont le temps d'interroger les habitants. Ils apprennent alors qu'à l'époque les Juifs étaient cachés dans l'auberge du village ; ils y vont et découvrent le tableau, qu'ils peuvent acheter pour quelques euros. Son ami a alors une idée géniale : vendre le tableau aux poursuivants et proposer de le leur livrer quelques semaines plus tard directement à Londres dans leur galerie. Cela leur laisse le temps de faire réaliser une copie parfaite par un de leurs amis. Ils empochent donc l'argent tout en gardant le tableau, et surtout en évitant que leurs poursuivants n'essaient de le leur voler au cours des quelques semaines qu'il leur faut pour le mettre à l'abri.